# Dysdera crocolita
Dysdera crocolita là một loài nhện trong họ Dysderidae.
Loài này thuộc chi Dysdera. Dysdera crocolita được Eugène Simon miêu tả năm 1910.